# Комарова Станіслава Станіславівна
Станіслава Станіславівна Комарова (рос. Станисла́ва Станисла́вовна Комаро́ва нар. 12 червня, 1986, Москва, Російська РФСР) — російська плавчиня, срібна призерка Олімпійських ігор 2004 року, триразова чемпіонка Європи.

## Біографія
Станіслава Комарова народилася 12 червня 1986 року в Москві. Тренувалася під керівництвом Олексія Красікова.
Найкращі результати спортсменка демонструвала на дистанції 200 м на спині. Першим вагомим досягненням Комарової була срібна медаль чемпіонату світу 2001 року. Наступного року плавчиня вперше перемогла на чемпіонаті Європи. Вона стала найсильнішою не лише на дистанції 200 м на спині, але і на дистанції 100 м на спині. У 2003 році знову стала призеркою чемпіонату світу (бронзова медаль на дистанції 200 м на спині). Олімпійський сезон розпочала з перемоги на чемпіонаті Європи у Мюнхені. На Олімпійські ігри їхала у статусі однієї з претенденток на медалі. Цей статус Комарова підтвердила, поступившись лише Керсті Ковентрі у фінальному запливі на дистанції 200 м на спині. Також взяла участь у запливах на дистанції 100 м на спині, але з десятим часом зупинилася на стадії півфіналів. Медаль, яку завоювала спортсменка, стала єдиною для російських плавців на цих змаганнях.
У 2006 році припинила співпрацю зі своїм тренером Олексієм Красіковим, та переїхала тренуватися у Швейцарію. На Олімпійських іграх у Пекіні Комарова виступила лише на дистанції 200 м на спині. Там виступити вдало їй не вдалося, вона зупинилася на стадії півфіналів із 14-тим часом. Невдовзі у неї відбувся конфлікт із Федерацією плавання Росії, після чого вона у віці 22-х років вирішила завершити спортивну кар'єру.
Була одружена з російським волейболістом, бронзовим призером Олімпійських ігор, Олексієм Остапенком, з яким розлучилася у 2011 році. Від другого чоловіка має сина Ярослава.
Взяла участь у другому сезоні телепроєкту «Жорстокі ігри». У період з 2012 по 2015 рік працювала ведучою новин спорту на телеканалі НТВ. Окрім цього працює тренером.

## Виступи на Олімпіадах
| Олімпіада  | Дисципліна     | Місце |
| ---------- | -------------- | ----- |
| Афіни 2004 | 100 м на спині | 10    |
| Афіни 2004 | 200 м на спині | 2     |
| Пекін 2008 | 200 м на спині | 14    |